# يو إف سي ليلة القتال: هيندريكس ضد تومسون
يو إف سي ليلة القتال: هيندريكس ضد طومسون (بالإنجليزية: UFC Fight Night: Hendricks vs. Thompson)‏ هو حدث لفنون القتال المختلطة نظمته يو إف سي، أُقيم في 6 فبراير 2016، على إم جي إم جراند جاردن أرينا في لاس فيغاس، نيفادا، الولايات المتحدة.